# Ángel Pacheco
Ángel Ernesto Pacheco Romero – kubański zapaśnik startujący w stylu klasycznym. Złoty medalista mistrzostw panamerykańskich w 2020 i brązowy w 2019 roku.